# 鳴潮角色列表

《鳴潮》的共鳴者（从上至下，从左至右）：桃祈、弗洛洛、吟霖、鑒心、秧秧、安可、女漂泊者、維里奈、白芷、熾霞、丹瑾、今汐、散華、椿、凌陽、傷痕、卡卡羅、秋水、男漂泊者、忌炎、嚴彥、莫特斐、淵武

以下是《鳴潮》世界觀索拉里斯星裡登場的共鳴者。共鳴者是能夠與特定事物產生共鳴，感知並操控其頻率的人類。共鳴者類型可分為自然型共鳴者、先天型共鳴者以及變異型共鳴者，而每位共鳴者身上都有聲痕。遊戲中，共鳴者共有六種屬性，熱熔、氣動、導電、冷凝、衍射以及湮滅。

## 設計與概念
《鳴潮》的角色設計充分利用了遊戲中後啟示錄的設定。其中角色最顯著的特點之一是共鳴者的服飾設計不僅在配色和服裝上呈現出豐富的多樣性，同時也在整體風格上保持統一的時尚概念，進一步強化遊戲的科學奇幻氛圍，而這正是「科技服裝」發揮作用的地方。《鳴潮》的角色設計除了科技服裝外，還融合了源自動漫與日本漫画藝術風格的配色與服飾特色，並採用碳纖維材質與哑光飾面，以突顯高品質的布料質感。比如秧秧裙擺上層疊的腰帶和束帶、秋水身上「疾速騎士」氛圍的裝甲袖與科技風斗篷、長離的素白色連衣裙和黑色打底、夾雜著朱紅色的披肩構成等。
關於配色設計方面，幾乎所有共鳴者的服飾都包含黑白元素，但在不同共鳴者身上，兩種顏色的比例都會有所不同。這設計取材自科技風的「灰色系」和「黑色系」的核心理念。另一方面，由於《鳴潮》採用了大量單色調，因此第三色（點綴色）的使用更為突出，使共鳴者能夠在視覺上更具個性，同時進一步強化他們的性格特點。例如活潑開朗的安可偏愛粉紅色、秧秧與淵武則以藍色為主色，以展現他們沉穩優雅的氣質。
玩家在《鳴潮》内喚取「共鳴者」的系統抽取新角色時，也會看到一段短暫的過場動畫，以展示該角色的舉止神態、性格特徵以及獨特的語音台詞。根据《鸣潮》角色的稀有度，喚取動畫也会有所不同，例如丹瑾的干练动作；而五星角色则拥有一段全方位展现角色魅力的高质量动画。

## 主要人物

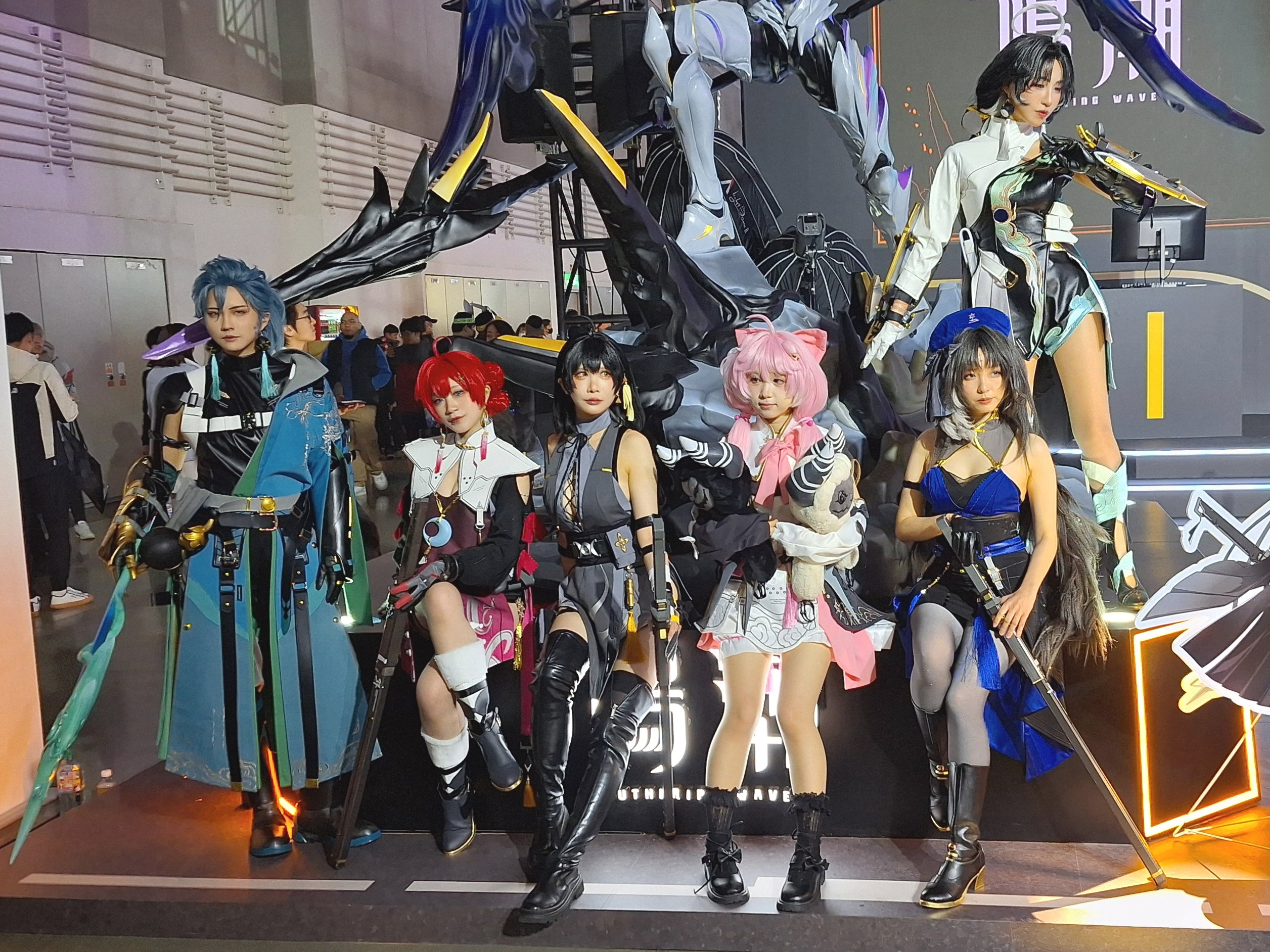
2024年臺北國際電玩展上的6位角色扮演者，從左到右分別扮演忌炎、丹瑾、漂泊者、安可、秧秧、鑒心。

漂泊者（Rover）
男聲：（日）增田俊樹；（中）马洋；（英）蔡斯·布朗（Chase Brown）；（韓）金信旴
女聲：（日）田中美海；（中）龟娘；（英）（Jane Jackson）；（韓）宋河琳
本作主角，又稱御者、弒神者、義人。聲痕位置在右手背。
阿布（Abby）
聲：（日）井澤詩織；（中）吱毛；（英）；薩菲婭·英加爾；（韓）房翅於
附著於漂泊者手上的聲骸。

## 共鳴者列表

### 瑝瓏
泱泱（Yangyang，양양）
聲：（日）石川由依；（中）虫虫；（英）瑞貝卡·葉（Rebecca Yeo）；（韓）李侑俐
臨時調查員。聲痕位置在额头中央，共鳴時因頻率波動的反噬導致髮梢與發尾羽化。
熾霞（Chixia，치샤）
聲：（日）永瀨安奈；（中）蔡娜；（英）哈麗特·卡邁克爾（Harriet Carmichael）；（韓）姜恩愛
內測的設計被認為過於普通，因此公測版的設計就是重塑版。本名馬小芳，今州巡寧所見習巡尉，聲痕位置在左腹。
白芷（Baizhi，설지）
聲：（日）瀨戶麻沙美；（中）陳婷婷；（英）薩曼莎·達金（Samantha Dakin）；（韓）成叡元
內測的設計與公測的設計有些許差別，尤其是公測版的連身裙較短。華胥研究員，聲痕位置在右大腿。
莫特斐（Mortefi，모르테피）
聲：（日）三浦勝之；（中）劉以嘉；（英）約瑟夫·梅；（韓）김다올Kim Da-ol
華胥研究院安全科成員，黑石應用領域專家，聲痕位置在前胸右側。
丹瑾（Danjin，단근）
聲：（日）岡咲美保；（中）一口井；（英）索菲·科爾昆；（韓）李賢真
遊俠，聲痕位置在左上臂。
吟霖（Yinlin，음림）
聲：（日）小清水亞美；（中）小連殺；（英）娜奧米·麥克唐納（Naomi McDonald）；（韓）姜新春
与內測的設計相比，公测的设计更符合木偶大師的形象。曾是治安署的優秀巡尉，聲痕位置在左大腿外側。
凌陽（Lingyang，능양）
聲：（日）花江夏樹；（中）錦鯉；（英）亞歷山大·瓦拉迪安（Aleksander Varadian）；（韓）李相昊
今州瑞獅團成員。聲痕位置在右大臂内側。
折枝（Zhezhi，절지）
聲：（日）牧野由依；（中）苗子；（英）陳仙菲（Shin-Fei Chen）；（韓）金賀婁
以畫為生的委託畫師，聲痕位置在右手。
釉瑚（Youhu，유호）
聲：（日）富田美憂；（中）劉一蕾；（英）莉奧諾拉·海格（Leonora Haig）；（韓）朴恃奫
考古學家、收藏家、鑒寶師，聲痕位置在左上臂。
維里奈（Verina，벨리나）
聲：（日）篠原侑；（中）趙爽；（英）希瑟·尼科爾（Heather Nicol）；（韓）姜新春
跟隨新聯邦某先行公約小隊來到今州的女孩，植物育種員，聲痕位置在鎖骨下方。
鑒心（Jianxin，감심）
聲：（日）安濟知佳；（中）張昱；（英）伊奧娜·金布克；（韓）李珢造
追求武術極致的道士，風儀拳傳人，聲痕位置在左肩。
散華（Sanhua，산화）
聲：（日）松田利冴；（中）宋媛媛；（英）珍妮佛·阿莫爾；（韓）劉榮
今州令尹今汐近衛。聲痕位置在右眼。
忌炎（Jiyan，기염）
聲：（日）小野友樹；（中）孫曄；（英）亞歷克斯·喬丹（Alex Jordan）；（韓）南度亨
前軍醫，但在「彎刀之役」中選擇帶領士兵撤退而立功，並被任命為現任今州夜歸軍將軍。聲痕位置在脊椎。
今汐（Jinhsi，금희）
聲：（日）青山吉能；（中）江月；（英）安娜·德夫林（Anna Devlin）；（韓）朴荷振（박하진）
今州最高權力者·令尹、同时也是今州歲主「角」的共鳴者。聲痕位置在後背。
長離（Changli，장리）
聲：（日）斋藤千和；（中）沐霏；（英）阿什莉·哈達德（Ashleigh Haddad）；（韓）申娜利
今汐的師傅，今州令尹參事。年幼時曾與漂泊者有過一面之緣，同時受到漂泊者幫助解開「心結」以掌控離火之力。聲痕位置在上腹。
桃祈（Taoqi，도기）
聲：（日）羊宮妃那；（中）蕭清源；（英）克萊爾·路易絲·康諾利（Clare Louise Connolly）；（韓）李诗雅
天工邊防負責人，聲痕位置在背部肩胛間區。
淵武（Yuanwu，연무）
聲：（日）白熊寬嗣；（中）劉北辰；（英）亞當·迪格爾（Adam Diggle）；（韓）朴成泰
拳館老闆。聲痕位置在脖子右側。
相里要（Xiangli Yao，상리요）
聲：（日）小林千晃；（中）斑馬；（英）肖恩·門登姆（Shaun Mendum）；（韓）鄭義陳
今州華胥研究院首席研究員。聲痕位置在右大臂外側。
哥舒臨（Geshu Lin，가서림）
聲：（日）；（中）馬洋；（英）（Joshua Wichard）；（韓）정의한Jeong Eui-Han
今州前將軍，由於在北落野的「彎刀之役」中下令士兵與「無相燹主」進行死戰而導致士兵死傷慘重，最終自身也陷入生死未卜。聲痕位置在脖子前方。
燈燈（Lumi，루미）
聲：（日）鈴木實里；（中）靜宸；（英）艾蜜莉·凱斯（Emily Cass）；（韓）丁海恩（정해은）
嗚嗚物流的領航員，運輸隊的小組長。聲痕位置在右腿前側。

### 黑海岸
守岸人（Shorekeeper，파수인）
聲：（日）諏訪彩花；（中）唐雅菁；（英）史蒂芬妮·麥基恩（Stephanie McKeon）；（韓）金補娜
黑海岸守護者、漂泊者的助理，沉眠於黑海岸地中星河下的生命體。
椿（Camellya，카멜리아）
聲：（日）伊瀨茉莉也；（中）柳知萧；（英）梅根·馬丁；（韓）柳惠知
椿的角色動作設計結合了藝術體操。黑海岸執花，稱呼漂泊者為「命定之種」。聲痕位置在前胸。
安可（Encore，앙코）
聲：（日）伊吹誓乃；（中）皛四白；（英）卡麗娜·里夫斯（Carina Reeves）；（韓）李瑟琳娜
黑海岸客卿，喜歡用幻想和童話去記述友誼與冒險。出生於新聯邦的小女孩。聲痕位置在後腰。
秋水（Aalto，알토）
聲：（日）岩崎諒太；（中）梁达伟；（英）詹姆斯·戴（James Day）；（韓）임채빈Im Chae-bin
如霧一般捉摸不透的情報商人。聲痕位置在脖子左側。

### 黎那汐塔
以義大利的水城威尼斯和羅馬等地區為原型的城市，「黎那汐塔」在義大利語中為「文藝復興」。
珂萊塔（Carlotta，카멜리아）
聲：（日）植田佳奈；（中）闫夜桥；（英）（Jennifer English）；（韓）金順美（김순미）
珂萊塔的設計靈感來自於寶石，類似遠坂凜。全名珂萊塔·莫塔里，莫塔里家族的二小姐。聲痕位置在後腰。
洛可可（Roccia，로코코）
聲：（日）小原好美；（中）沈话桑；（英）霍莉·厄爾；（韓）張美
愚人劇團副團長，曾被隱海修會遺棄。聲痕位置在右大腿外側。
菲比（Phoebe，페비）
聲：（日）本渡楓；（中）傅婷云；（英）（Rebecca LaChance）；（韓）이보용Lee Bo-yong
船難而失去雙親，後來加入隱海修會並成為聖職者，虔誠的聖職者。聲痕位置在左大腿前方。
布蘭特（Brant，브렌트）
聲：（日）岸尾大輔；（中）莫然；（英）休伊·奧格雷迪（Hyoie O'Grady）；（韓）李周承
布蘭特的設計靈感來源是自由與記憶。愚人劇團團長。聲痕位置在左胸。
贊妮（Zani，젠니）
聲：（日）上田瞳；（中）聶曦映；（英）亞歷山德拉·梅塔克薩（Alexandra Metaxa）；（韓）元艾斯特
贊妮的設計靈感來源是自由與社畜之間的矛盾感。埃弗拉德銀行的職員。聲痕位置在後背。
夏空（Ciaccona，샤콘）
聲：（日）長谷川育美；（中）葉知秋；（英）瑞貝卡·漢森（Rebecca Hanssen）；（韓）金睿臨
夏空的音樂動作以凱爾特音樂為原型，皆由開發團隊與專業音樂家實際演奏創作。黎那汐塔自由奔放的吟游詩人 ，擁有樹枝狀纏繞著藤蔓的角以及尖耳朵。本名夏空·托卡塔。聲痕位置在右鎖骨。
坎特蕾拉（Cantarella，칸타렐라）
聲：（日）中原麻衣；（中）小米；（英）亞歷山德拉·格爾夫（Alexandra Guelff）；（韓）金燏
坎特蕾拉以及其幻化武器雨傘皆以水母為靈感來源。翡薩烈第三十六任家主，亦是現任家主，本名坎特蕾拉·翡薩烈。被「英白拉多」選中的聖女。在角色PV中，坎特蕾拉品嚐櫻桃的特寫时，聲痕位置在舌頭。
卡提希婭（Cartethyia，카르티시아）
聲：（日）淺川悠；（中）雲鶴追；（英）阿曼達·伊莉莎白·里歇爾（Amanda Elizabeth Rischel）；（韓）배하경Bae Ha-kyung
黎那汐塔歲主「英白拉多」與鳴式「利維坦」的共鳴者。被「利維坦」選中的聖女。聲痕位置在額頭。
露帕（Lupa，루파）
聲：（日）高橋未奈美；（中）朔小兔；（英）Kaja Chan；（韓）金藝玲
七丘的明星角鬥士。本名露帕·西爾瓦，西爾瓦家族的養子。聲痕位於左腰部。
尤諾（Iuno，유노）
聲：（日）Lynn；（中）姜英俊
七丘的諭女，總督奧古斯塔的強力支持者。
奧古斯塔（Augusta，아우구스타）
聲：（日）日笠陽子；（中）穆雪婷
七丘的總督。

### 殘星會
弗洛洛（Phrolova，플로로）
聲：（日）藤田咲；（中）张琦；（英）林淑珍（Rae Lim）；（韓）崔河理（최하리）
殘星會會監，外號「指揮家」。聲痕位置在左臂。
傷痕（Scar，스카）
聲：（日）未公佈；（中）不一；（英）夏伊·馬西森（Shai Matheson）；（韓）張設華
殘星會會監，紅白相間的頭髮，會露出狡猾笑容的惡棍角色。認為「悲鳴」將帶來毀滅、甚至可能引發新的演化並加速人類生理層面的改變。曾被關入今州大牢。
克里斯托弗（Cristoforo，크리스토포로）
聲：（日）白井悠介；（中）楊昕燃；（英）休伊·奧格雷迪（Hyoie O'Grady）；（韓）徐正益
殘星會會監，自稱劇作家。

### 新聯邦
卡卡羅（Calcharo，카카루）
聲：（日）森川智之；（中）徐翔；（英）本·庫拉（Ben Cura）；（韓）박민기Park Min-gi
曾為流放者，現跨國獨立僱傭兵組織幽靈獵犬團長，聲痕位置位於前額。

## 迴響

### 評價
男漂泊者聲優增田俊樹評價遊戲中的角色都很「可爱」，並且認為田中美海配音的女漂泊者是自身最大的對手。對於自身演繹的角色男漂泊者，增田俊樹認為不過分強調漂泊者的個性與設定才能讓玩家沉浸在遊戲當中。田中美海對男漂泊者的評價是增田俊樹很適合為該角色配音，而對於自身配音的女漂泊者的評價是很酷的女孩。今汐的配音員青山吉能在訪談中表示原本預定配音的角色是另一位而不是今汐，並認為今汐是位慷慨熱情、願意為他人犧牲一切的領導者。在採訪中，增田俊樹最初喜欢本作的角色是吟霖，同時也喜歡後來出現的守岸人、哥舒臨以及贊妮，田中美海喜歡忌炎的外觀，而青山吉能喜歡散華冷靜與沉默中帶來熱情的個性。

### 相關爭議
開服初期，《鳴潮》的其中一個男角色「傷痕」因玩家回饋而修改了性器官处的「御握」，但有玩家卻對官方的修改表示不滿，並有玩家表示「海苔飯糰的飯糰，失去了海苔。」後來在1.2版本釋出新角色「折枝」的立繪時，再一次引起玩家的熱議，部份網友表示折枝给人的感覺有點像秀氣的小男生穿女裝，又表示折枝長得像哈利·波特。由於《鳴潮》官方在2025年的愚人節上線0.1版本的「縮拉里斯」，加上此前多次宣布角色的造型但不在遊戲中實裝，因此被玩家調侃「只畫不賣，心理變態」。
2025年4月，共鳴者「坎特蕾拉」內褲上的細縫和「芙露德莉斯」的半顆蜜桃在版本更新後遭受和諧，引起玩家不滿，但在同月15日時官方解釋「芙露德莉斯」的動作模組異常，因此修改但卻未達預期，不過後續已完善設計。由於中國遊戲界經常出現非官方洩漏內容的行為，同年5月11日，遊戲大獎主辦人傑夫·吉斯利在X爆料「卡提希婭」的部分實機畫面而被玩家調侃「奉旨爆料」、「官方內鬼」。

### 文化影響
由於《鳴潮》的女角色「今汐」是首位對漂泊者展現戀愛感的角色，但後續推出的「長離」、「守岸人」等角色與漂泊者的親密度、戀愛感讓今汐在玩家社群內被貼上敗犬標籤，更有韓國繪師「Are」繪製Q版今汐在雪地裡一邊哭泣一邊苦苦追著漂泊者的二創圖。另外，由於共鳴者的聲痕符合西方的審美，所以除中國以外地區的玩家會在自身身上紋上聲痕造型的紋身。

## 外部連結
- 官方网站
- 庫街區